# Liometopum occidentale
Liometopum occidentale es una especie de hormiga del género Liometopum, subfamilia Dolichoderinae. Fue descrita científicamente por Emery en 1895.
Se distribuye por México y los Estados Unidos. Se ha encontrado a elevaciones de hasta 3114 metros. Vive en microhábitats como la hojarasca, troncos de árboles y la vegetación baja.